# Холцерат
Холцерат (њем. Holzerath) општина је у њемачкој савезној држави Рајна-Палатинат. Једно је од 103 општинска средишта округа Трир-Сарбург. Према процјени из 2010. у општини је живјело 436 становника. Посједује регионалну шифру (AGS) 7235050.

## Географски и демографски подаци
Холцерат се налази у савезној држави Рајна-Палатинат у округу Трир-Сарбург. Општина се налази на надморској висини од 453 метра. Површина општине износи 6,8 km². У самом мјесту је, према процјени из 2010. године, живјело 436 становника. Просјечна густина становништва износи 64 становника/km².